# Kemarley Brown
Pour les articles homonymes, voir Brown.
Kemarley Brown (né le 20 juillet 1992) est un athlète jamaïcain, naturalisé bahreïni en 2016, spécialiste des épreuves de sprint.

## Biographie
Le 17 mai 2014, à Walnut en Californie, Kemarley Brown franchit pour la première fois de sa carrière la barrière des dix secondes en établissant le temps de 9 s 93 sur 100 mètres (+ 1,8 m/s). Il établit provisoirement la meilleure performance mondiale de l'année avant que l'Américain Justin Gatlin ne réalise 9 s 92 un jour plus tard à Shanghai.
Représentant désormais le Bahreïn, il court le 100 m en 10 s 03 à Kingston le 7 mai 2016, ce qui lui donne le minima pour les Jeux olympiques de Rio.

## Palmarès
| Date | Compétition | Lieu    | Résultat | Épreuve | Temps   |
| ---- | ----------- | ------- | -------- | ------- | ------- |
| 2015 | Universiade | Gwangju | 2e       | 100 m   | 10 s 12 |

### Records
| Épreuve | Performance        | Lieu   | Date          |
| ------- | ------------------ | ------ | ------------- |
| 100 m   | 9 s 93 (+ 1,8 m/s) | Walnut | 17 mai 2014   |
| 200 m   | 20 s 29            | Walnut | 17 avril 2014 |